# Hendrick Goltzius
Hendrick Goltzius (Bracht, cerca de Venlo, 1558 - Haarlem, 1617) fue un dibujante, grabador y pintor neerlandés. Considerado el mejor grabador de los Países Bajos del Manierismo nórdico, es reconocido por su técnica sofisticada y la «exuberancia» de sus composiciones. Según A. Hyatt Mayor, Goltzius «fue el último grabador profesional que dibujaba con la autoridad de un buen pintor y el último que inventó muchas imágenes para que otros las copiaran». Ya a una edad madura se dedicó a pintar.

## Inicios
Goltzius nació cerca de Venlo en Bracht o Millebrecht, un pueblo que pertenecía entonces al Ducado de Jülich, actualmente en la municipalidad de Brüggen en Renania del Norte-Westfalia (Alemania). Su familia se mudó a Duisburgo cuando tenía tres años de edad. Su padre era un modesto artesano de vidrios pintados apellidado Goltz (Hendrick adaptaría dicho apellido latinizado como Goltzius).
Tras aprender a pintar sobre vidrio durante algunos años con su padre, aprendió a grabar en el taller del erudito neerlandés Dirck Volckertszoon Coornhert, quien entonces vivía en Cléveris. En 1577, se mudó con Coornhert a Haarlem. Allí mismo, Goltzius fue contratado por Philip Galle para grabar una serie de cuatro imágenes sobre la historia de la heroína romana Lucrecia.

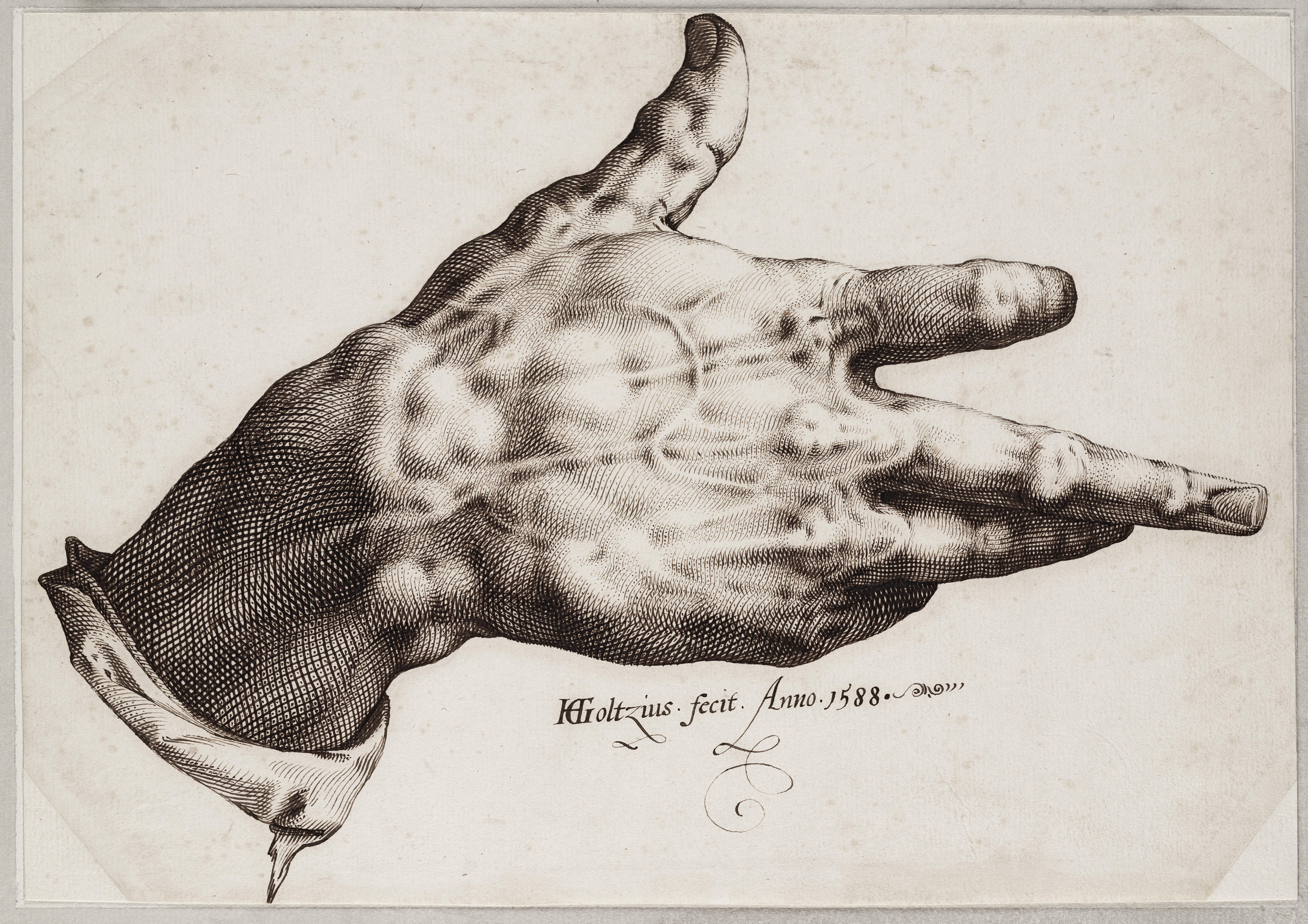
La mano lisiada de Goltzius, en un grabado realizado por él mismo en 1588.

Siendo niño, Hendrick sufrió quemaduras en un incendio y su mano derecha le quedó lisiada, con los dedos encorvados. Curiosamente, esta lesión le permitiría agarrar con más facilidad el buril, «al ser forzado a dibujar con los grandes músculos de su brazo y hombro, de forma que dominó el giro de las líneas».
A la edad de 21 años, se casó con una viuda de avanzada edad, con cuyo dinero pudo establecer un taller independiente en Haarlem; con ello rompió el monopolio de Ámsterdam en la edición de estampas. Desavenencias con su esposa le afectaron a la salud, por lo que consideró recomendable realizar un viaje en 1590 recorriendo desde Alemania hasta Italia, donde adquirió una intensa admiración por las obras de Miguel Ángel. Esta admiración le llevó a emular a este maestro en lo grotesco y la extravagancia de sus diseños. Regresó a Haarlem en agosto de 1591, con una salud considerablemente mejorada y trabajó allí hasta su muerte.

## Carrera e influencias artísticas
Goltzius formó su estilo en el gusto del Manierismo, del cual Haarlem fue un reducto hasta fecha tardía. Incidió en ello el pintor y teórico Karel van Mander, quien se había instalado en la ciudad procedente de Viena trayéndose consigo diseños de Bartholomeus Spranger, el principal pintor manierista fuera de Italia. El estilo de Goltzius sería más abigarrado que el de Spranger, con un gusto por los ornamentos y las musculaturas exageradas que rozaba lo bizarro; valga como ejemplo su Gran Hércules de 1589 .
La fama de Goltzius se extendió por Europa en fecha temprana. Se cuenta que cuando viajó a Roma, en 1591, tuvo que encubrir su identidad para eludir a los admiradores que lo atosigaban. Su mano deforme era tan peculiar, que los aficionados le reconocían por ella.
En Roma Goltzius estudió con atención el arte de Miguel Ángel, Rafael Sanzio y maestros hoy menos conocidos, como Polidoro da Caravaggio. Goltzius grabó seis Dioses planetas que Polidoro había pintado en un palacio del Quirinal. Su estilo evolucionó, de una exuberancia algo grotesca a un clasicismo más mesurado, que presenta a los personajes con ropajes más amplios y simples, y expresiones más relajadas. Ejemplo de ello es su serie de Las nueve Musas (1592).
Fue un grabador meticuloso y a la vez productivo. Entre sus series tempranas, destaca una con medias figuras de Cristo y los apóstoles (1589), llamada El Credo porque grabó debajo de cada imagen un verso del Credo. A pesar de esta evolución gradual, Goltzius alardeó de su versatilidad cambiando de estilo según la ocasión. Hacia 1594, creó una serie de seis grandes planchas sobre la vida de la Virgen, para las cuales se remontó casi un siglo para imitar a seis maestros diferentes; entre ellos Durero, Parmigianino, Tiziano y Lucas van Leyden. Estos grabados fueron tan admirados que merecieron el apodo «Meisterstiche» (grabados magistrales), el mismo que habían recibido los tres grabados más famosos de Durero (El caballero, la Muerte y el diablo, Melancolía I y San Jerónimo en su celda).
Goltzius produjo grabados de temas diversos: religiosos, mitológicos, así como retratos, por lo general, de dignatarios y demás personajes ilustres. Es muy llamativo el que hizo del niño Frederick de Vries (1597), hijo de un colega pintor: visto de cuerpo entero, intenta subirse a lomos de un perro de caza y lleva en su mano una paloma. Se cree que los animales son símbolos, ya que en la iconografía, el perro era emblema de la fidelidad y de la alerta ante los peligros y engaños. De este famoso grabado existe una copia muy fiel, grabada por el italiano Raffaele Guidi en 1599.

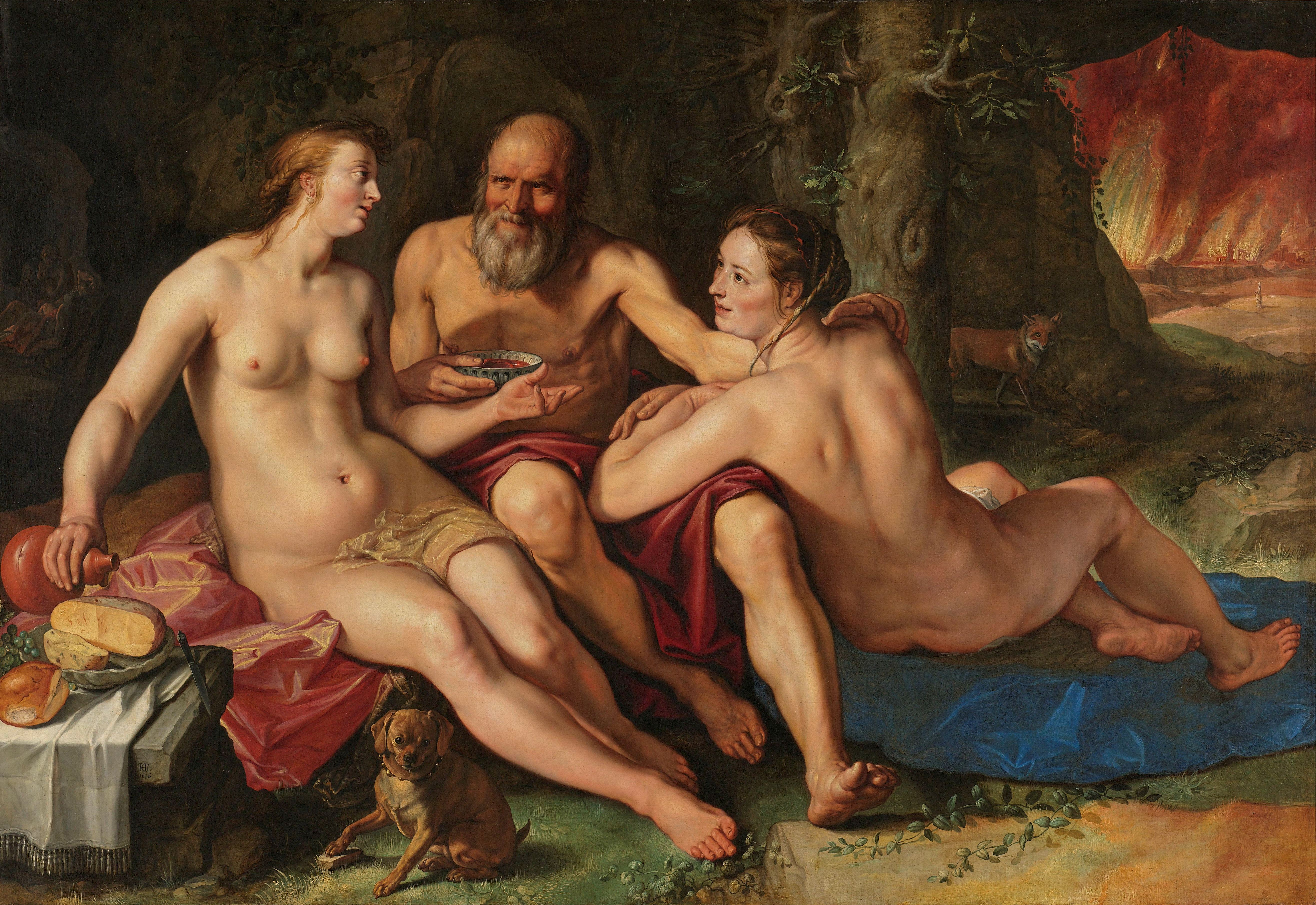
Lot y sus hijas (1616, Rijksmuseum, Ámsterdam) muestra a Lot siendo seducido por sus dos hijas. Sodoma y Gomorra son mostradas al fondo.

A finales de siglo, Goltzius fue perdiendo facultades y tuvo que delegar en su taller la producción de planchas. Gracias a su hijastro Jacob Matham, a Jan Saenredam y a otros grabadores anónimos, el negocio se mantuvo floreciente, aunque ahora resulta difícil discernir la autoría de cada trabajo. En respuesta a la superior cotización de la pintura, Goltzius optó por pintar cuadros al óleo, que requerían menos pulso que el grabado a buril. Intentó adaptarse al nuevo barroco de raíz naturalista que Rubens iba imponiendo, pero no llegó a dominar los colores al óleo tan bien como la técnica gráfica. Quedan ejemplos interesantes de su faceta como pintor en el Museo Frans Hals de Haarlem. Este museo ha tenido que entregar uno de ellos, el cuadro Júpiter y Antíope, pues fue expoliado por los nazis.
Más fortuna alcanzó Goltzius como dibujante, con los llamados pen-werken, unos dibujos muy detallados, a veces, con colores, que se creaban como piezas coleccionables para gabinetes de curiosidades. Hizo varios de estos dibujos con el mismo tema, un proverbio de la región: «Sin comida y vino, el amor se apaga».

## Legado
En 1600, fundó en Haarlem la primera academia neerlandesa, basada en el estudio del desnudo y de las estatuas clásicas.
Falleció en 1617, cuando el estilo de Rubens se imponía en los Países Bajos y ponía fin al viejo manierismo. Pero sus estampas siguieron siendo influyentes en Europa. Pintores españoles bastante posteriores, como Murillo y Zurbarán, se basaron en ellas para solucionar problemas de composición.

## Galería de grabados

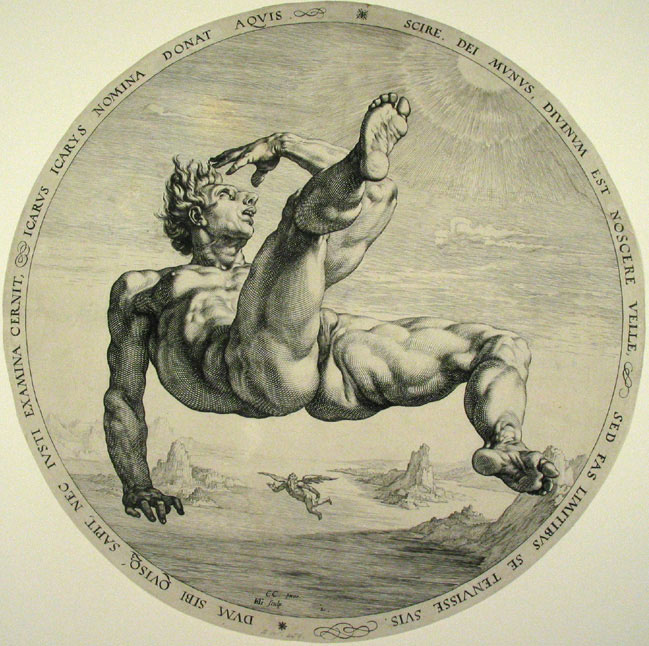
Ícaro, por Goltzius
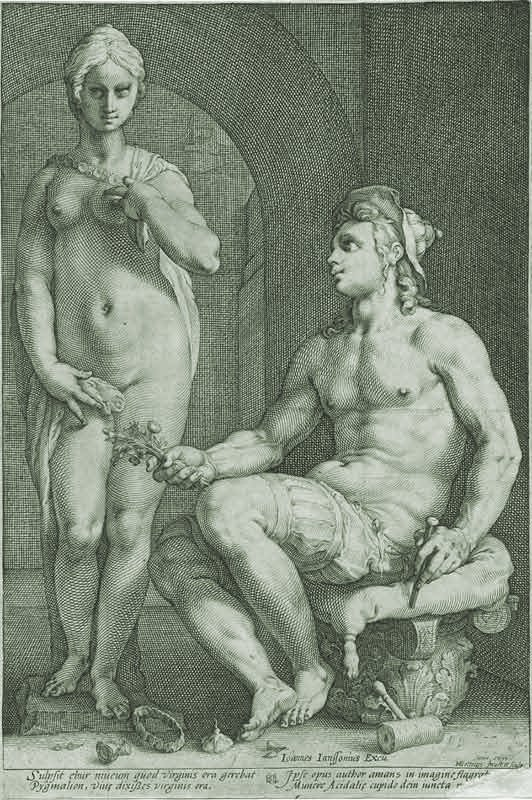
Pigmalión (1594)
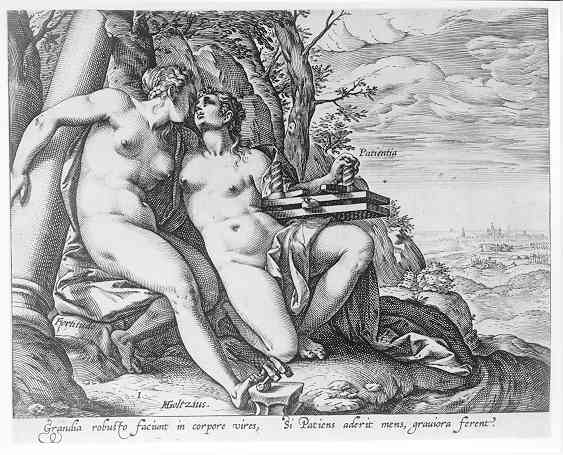
Alegorías de la Fuerza y la Paciencia
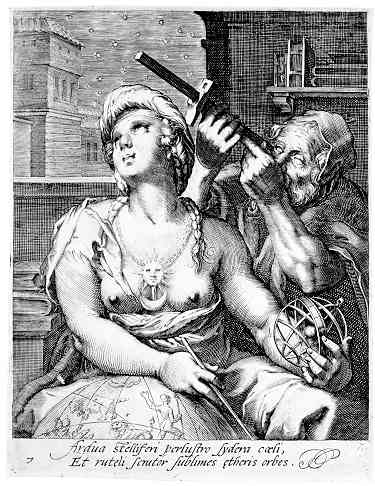
Astronomía
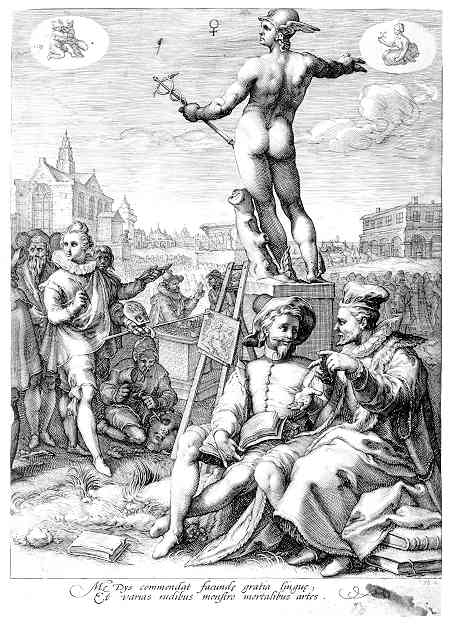
Mercurio y las artes
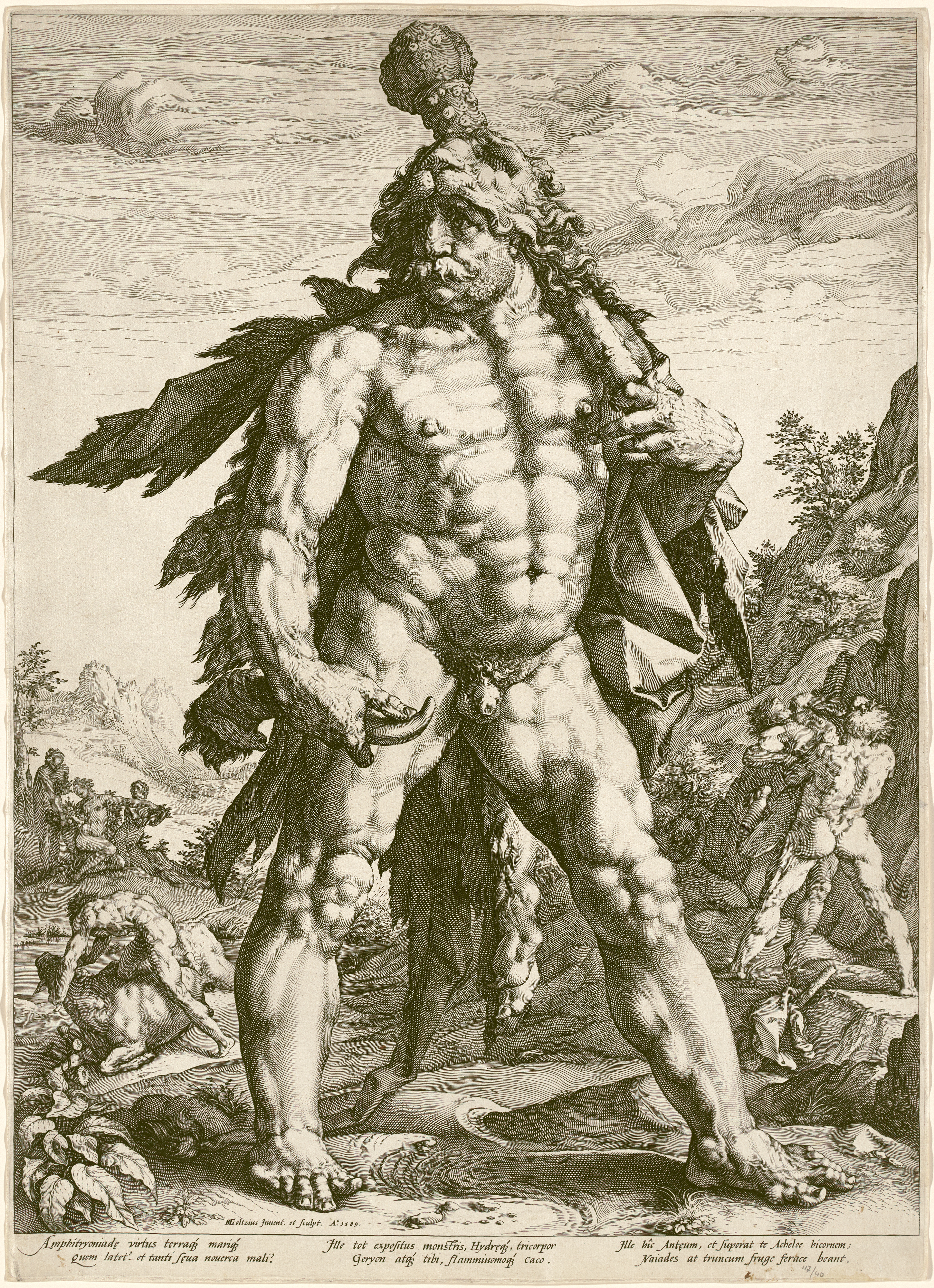
Gran Hércules (1589)
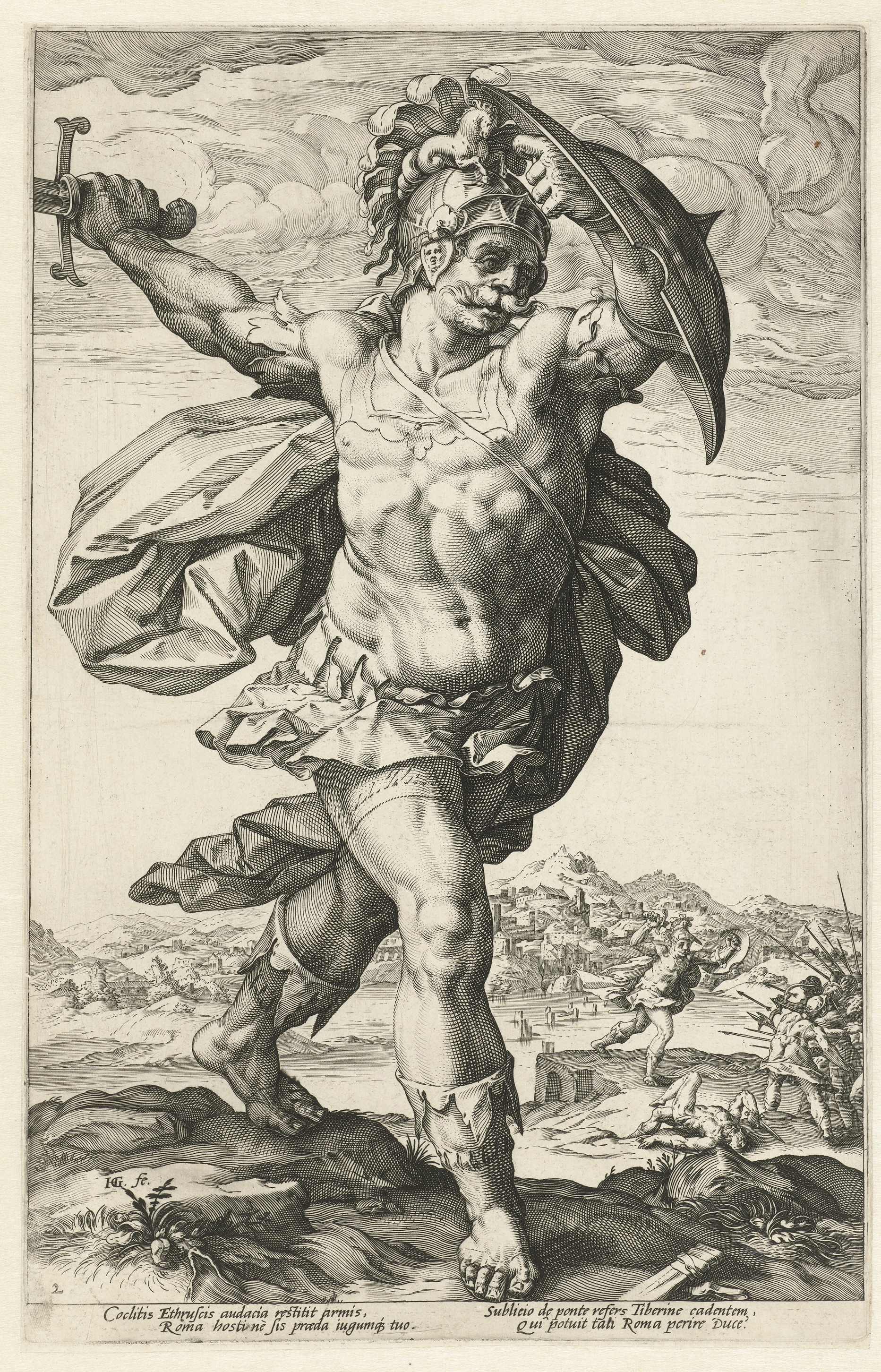
Horacio Cocles